# Карчовиська-Гурне
Карчовиська-Гурне (пол. Karczowiska Górne, нім. Oberkerbswalde) — село в Польщі, у гміні Гроново-Ельблонзьке Ельблонзького повіту Вармінсько-Мазурського воєводства.
Населення — 250 осіб (2011).
У 1975-1998 роках село належало до Ельблонзького воєводства.

## Демографія
Демографічна структура станом на 31 березня 2011 року:
|          | Загалом | Допрацездатний вік | Працездатний вік | Постпрацездатний вік |
| -------- | ------- | ------------------ | ---------------- | -------------------- |
| Чоловіки | 129     | 28                 | 94               | 7                    |
| Жінки    | 121     | 35                 | 69               | 17                   |
| Разом    | 250     | 63                 | 163              | 24                   |